# سطر نخاعي مهادي
السطر النخاعي المهادي هو جزء من فوق المهاد، ويُمثل حزمة من الألياف التي تحتوي على ألياف عصبونات وراردة من نوى الحاجز، ومنطقة تحت المهاد الوحشية، ونوى المهادي الأمامية إلى العنان. يُشكل السطر النخاعي سلسلة من المرتفعات الأفقية على السطح الإنسي للمهاد، ويوجد على الحدود بين السطح الظهري والإنسي للمهاد. ويكون أعلى المثلث العاني من الجهة الوحشية.
يسقط السطر النخاعي في النوى العنانية، من تحت المهاد والمادة المثقبة الأمامية.